# Michael Crichton
Michael Crichton, właśc. John Michael Crichton (wym. /ˈkraɪtən/; ur. 23 października 1942 w Chicago, zm. 4 listopada 2008 w Los Angeles) – amerykański pisarz, reżyser, scenarzysta, producent filmowy i lekarz. Autor znanych powieści określanych jako technothrillery, które popularność zyskały dzięki adaptacjom filmowym (np. Park Jurajski w reżyserii Stevena Spielberga). Był także pomysłodawcą i producentem serialu Ostry dyżur oraz autorem scenariuszy wielu filmów, m.in. Twister.

## Życiorys
Urodził się 23 października 1942 roku w Chicago, jako najstarszy syn dziennikarza Johna Hendersona Crichtona i Zuli Miller Crichton. Wychował się na Long Island w Roslyn, w stanie Nowy Jork, wraz z trójką rodzeństwa: dwiema siostrami Kimberly i Catherine, oraz bratem Douglasem. Z wykształcenia lekarz (absolwent Harvard Medical School), z zamiłowania podróżnik i nurek. 
Twórczość literacką rozpoczął jeszcze na studiach, aby opłacić rachunki, publikując pod pseudonimami (John Lange, Jeffery Hudson i Michael Douglas). Jak sam podaje, już na studiach miał 206 cm wzrostu. Jedna z pierwszych powieści, Wyższa konieczność w 1968 niespodziewanie zdobyła nagrodę Edgar Award. Napisana rok później „Andromeda” znaczy śmierć stała się bestsellerem i rozpoczęła jego karierę pisarską.
Był sceptykiem w sprawie globalnego ocieplenia. W 2004 opublikował książkę Państwo strachu, która nawiązuje do tematyki zmian klimatu i ukazuje jego poglądy na ten temat. Był też często proszony o pisanie esejów w wielu czasopismach, tworzenie przedmów do książek innych autorów i zapraszany do wygłaszania przemówień z różnych okazji. Przez wielu nazywany Juliuszem Verne XXI wieku. W swoim życiu zdarzały mu się epizody wiary w aurę, projekcje astralne i jasnowidzenie.

### Życie prywatne
Miał za sobą pięć małżeństw, z czego cztery zakończyły się rozwodem. Zmarł na raka, pozostawiając żonę i córkę (syn – również John Michael – urodził się już po jego śmierci).

## Twórczość

### Powieści
- 1966 Plan idealny (Odds On, jako John Lange)
- 1967 Scratch One (jako John Lange)
- 1968 Easy Go (jako John Lange)
- 1968 Wyższa konieczność (A Case of Need, jako Jeffery Hudson)
- 1969 Zero Cool (jako John Lange)
- 1969 „Andromeda” znaczy śmierć (The Andromeda Strain)
- 1969 The Venom Business (jako John Lange)
- 1970 Drug of Choice (jako John Lange)
- 1970 Dealing (jako Michael Douglas) (razem z bratem Douglasem Crichtonem)
- 1970 Grave Descend (jako John Lange)
- 1972 Człowiek terminal (The Terminal Man)
- 1972 Śmierć binarna (Binary, jako John Lange)
- 1975 Wielki skok na pociąg (The Great Train Robbery)
- 1976 Zjadacze umarłych (Trzynasty wojownik, Eaters of the Dead)
- 1980 Kongo (Congo)
- 1987 Kula (Sphere)
- 1990 Park Jurajski (Jurassic Park)
- 1992 Wschodzące słońce (Rising Sun)
- 1994 System (W sieci, Disclosure)
- 1995 Zaginiony świat (The Lost World)
- 1996 Norton N22 (Airframe)
- 1999 Linia czasu (Timeline)
- 2002 Rój (Predator, Prey)
- 2004 Państwo strachu (Korporacja strachu, State of Fear)
- 2006 Następny (Next)
- 2009 Pod piracką flagą (Pirate Latitudes)
- 2011 Micro (dokończona przez Richarda Prestona)
- 2017 Smocze kły (Dragon Teeth)
- 2024 Eruption (dokończona przez Jamesa Pattersona)[7]

### Inne
- 1970 Five Patients
- 1974 Emergency Room – autor
- 1977 Jasper Johns
- 1983 Electronic Life: How to Think about Computers
- 1988 Wędrówki (Travels)
- 2007 States of Fear: Science or Politics?

### Eseje
- Climbing Up A Cinder Cone (New York Times – 17 maja 1959)
- Heart Transplants and the Press (New Republic – 25 maja 1968)
- The Andromeda Strain. Author Strained by Movie (The Victoria Advocate – 22 marca 1971)
- Panic in the Sheets (Dating in the Age of AIDs, Playboy Magazine – styczeń 1988)
- Love Is ... (Redbook Magazine – luty 1988)
- Travels with My Karma (Esquire Magazine – maj 1988)
- America Beyond (After the Challenger Disaster, Popular Mechanics Magazine – 1988)
- Men’s Hearts (Playboy Magazine – luty 1989)
- Greater Expectations (Newsweek – 24 września 1990)
- Conventional Wisdom (House and Garden – listopad 1990)
- Happiness (Redbook Magazine – maj 1991)
- The Happiness Report (Self, sierpień 1991)
- How To Fight (Playboy Magazine – grudzień 1991)
- Is Biotechnology Creating a Monster? (Business and Society Review – wiosna 1992)
- Time for Tough Talk in the Land of the Setting Sun (New York Times – 10 sierpnia 1992)
- Installer Hell (Byte – wrzesień 1993)
- Could Tiny Machines Rule The World? (Parade Magazine – 24 listopada 2002)
- Let’s Stop Scaring Ourselves (Parade Magazine – 5 grudnia 2004)
- This Essay Breaks the Law (New York Times – marzec 2006)
- Vanishing Intellectual Diversity (International Leadership Forum – marzec 2006)
- Bodysnatchers 2006 (Wall Street Journal – grudzień 2006)
- Patenting Life (New York Times – styczeń 2007)
- Michael Crichton On Public Health (The Rotarian – czerwiec 2008)

### Recenzje literackie lub filmowe do harwardzkiego dziennika studenckiego „Crimson”
- 54% of 1964 Receive First House Choice (15 maja 1961)
- The Guns of Navarone (14 października 1961)
- Purcell Says Science Laws Are Misused (16 października 1961)
- Book of Essays Describes State Of Negro Race (10 listopada 1961)
- The Devil’s Eye (14 listopada 1961)
- Strong Ivy Opposition Challenges ‘Balanced’ Crimson Swim Team (18 listopada 1961)
- Ardrey Would Give Social Darwinism A Basis In Fact (24 lutego 1962)
- Science Can’t Accommodate Cold War Demands (23 marca 1962)
- Vellucci Scores Harvard’s MTA Bid; Suggests 'Million Dollar Gift’ to City (29 marca 1962)
- City Planners Stress Change at Conference (16 kwietnia 1962)
- Updike Writes About Unhappy People (27 kwietnia 1962)
- Chemistry Department Will Enlarge Tutorial (9 maja 1962)
- Doubts of Chem Department Delay New Science Center (10 maja 1962)
- Purcell Raps Promotion Of Leet’s Testing Theory (25 maja 1962)
- New Accelerator Probes Structure of Proton (13 października 1962)
- Lady Chatterly’s Lover (22 października 1962)
- Clive T. Miller Silhouette (5 grudnia 1962)
- Controversial Scientist Claims Racial Differences Arose Early (14 lutego 1963)
- Yale Swim Squad Sinks Varsity; Elis’ Set Six IAB Pool Records (4 marca 1963)
- Views on the Idiot Box (14 marca 1963)
- Smith College: The Middle Way (26 marca 1963)
- Life in the Stone Age (28 marca 1963)
- The Shape of the Future (11 kwietnia 1963)
- Varsity Dumps Judges 25-3; 14 Scored in Seventh (8 maja 1963)
- Nine Trounces B.C., 5-0 Take GBL Title (14 maja 1963)
- Further Views On The 'Two Cultures’ (10 października 1963)
- The American Way of Life and Death (21 listopada 1963)
- Tom Jones (8 stycznia 1964)
- Analysis of Meyer Levin’s ‘Fanatic’: A 'Basic Problem’ Badly Presented (20 lutego 1964)
- Dr. Spock Silhouette (26 lutego 1964)
- Norbert Wiener On Man and His Machine (6 maja 1964)

### Przemówienia
- Mediasaurus: The Decline of Conventional Media – 7 kwietnia 1993
- Ritual Abuse, Hot Air, and Missed Opportunities: Science Views Media – 25 stycznia 1999
- Why Speculate? – 26 kwietnia 2002
- Aliens Cause Global Warming – 17 stycznia 2003
- Environmentalism as Religion – 15 września 2003
- Science Policy in the 21st Century – 25 stycznia 2005
- The Case for Skepticism on Global Warming – 25 stycznia 2005
- Testimony before the United States Senate – 28 września 2005
- Complexity Theory and Environmental Management – 6 listopada 2005
- Genetic Research And Legislative Needs – 14 września 2006
- What I Have Learned From Reactions to My Books – 21 maja 2007

### Opowiadania
- zebrane w: First Words, Paul Mandelbaum (2000)
  - Johnny at 8:30 (wiersz napisany około 1957) –
  - Opowiadanie bez tytułu (1960)
  - Life Goes to a Party (1961)
  - The Most Important Part of the Lab (1961)
- The Most Powerful Tailor in the World („Playboy”, wrzesień 1971)
- Mousetrap: A Tale of Computer Crime („Life”, styczeń 1984, Vol. 7, No.1)
- How Does That Make You Feel („Playboy”, listopad 1986)
- Krew się nie spiera (Blood Doesn’t Come Out) wyd. w Polsce w zbiorze Elektryzujące opowieści 4/2007 pod red. Michaela Chabona

### Inne teksty
- Recenzja powieści Rzeźnia numer pięć Kurta Vonneguta – „New Republic” 1969[8]

## Filmografia

### Reżyseria
- 1972 Śmierć binarna (Pursuit)
- 1973 Świat Dzikiego Zachodu (Westworld)
- 1978 Śpiączka (Coma)
- 1979 Wielki napad na pociąg (The First Great Train Robbery)
- 1981 Wzór piękności, także Doskonała piękność (Looker)
- 1984 Ucieczka (Runaway)
- 1989 Dowód rzeczowy (Physical Evidence)

### Adaptacje filmowe i telewizyjne
- 1971 Tajemnica Andromedy (The Andromeda Strain, reż. Robert Wise)
- 1972 Dealing: Or the Berkeley-to-Boston Forty-Brick Lost-Bag Blues (reż. Paul Williams)
- 1972 Terapia Careya (Śledztwo Careya, The Carey Treatment, reż. Blake Edwards)
- 1972 Śmierć binarna (Pursuit, reż. Michael Crichton)
- 1974 Człowiek Terminal (The Terminal Man, reż. Mike Hodges)
- 1979 Wielki napad na pociąg (The First Great Train Robbery, reż. Michael Crichton)
- 1993 Park Jurajski (Jurassic Park, reż. Steven Spielberg)
- 1993 Wschodzące słońce (Rising Sun, reż. Philip Kaufman)
- 1994 W sieci (Disclosure, reż. Barry Levinson)
- 1995 Kongo (Congo, reż. Frank Marshall)
- 1997 Zaginiony Świat: Park Jurajski (The Lost World: Jurassic Park, reż. Steven Spielberg)
- 1998 Kula (Sphere, reż. Barry Levinson)
- 1999 Trzynasty wojownik (The 13th Warrior, reż. John McTiernan, Michael Crichton)
- 2003 Linia czasu (Granice czasu, Timeline, reż. Richard Donner)
- 2008 The Andromeda Strain (reż. Mikael Salomon, miniserial)
- 2016 Westworld (reż. Jonathan Nolan i inni, serial)

### Filmy oparte na postaciach wykreowanych przez Michaela Crichtona
- 2001 Park Jurajski III (reż. Joe Johnston)
- 2015 Jurassic World (reż. Colin Trevorrow)
- 2018 Jurassic World: Upadłe królestwo (reż. J.A. Bayona)
- 2022 Jurassic World: Dominion (reż. Colin Trevorrow)[9]